# 兎遊
兎遊（うゆ、10月7日 - ）は、日本の女性アイドル、YouTuber。女性アイドルグループ・きゅるりんってしてみての元メンバー。終演後物販、青春高校3年C組アイドル部・ハイスクールベイビーの元メンバー。中華人民共和国福建省出身。ミスiD2018グランプリ。
2021年1月、兎遊 たお（うゆ たお）に改名、「きゅるりんってしてみて」に加入。

## 略歴
中国とインドネシアのクォーター。中学生のときに来日し、言葉の問題で馴染めず辛い思いもしたが、アニメやゲームといった趣味を通じて出来た友達に救われた。
2017年、終演後物販に加入。7月8日、「アイドル横丁夏まつり!!〜2017〜」でデビュー。
2017年11月3日に行われた「ミスiDフェスティバル2018」でミスiD2018グランプリを受賞。人民網日本版の報道では留学中と表記された。12月27日に終演後物販を脱退。
2019年3月から中国語を生かしたYouTube配信を行い、配信系の事務所に所属。
2019年5月20日より「青春高校3年C組」（テレビ東京）に入学希望者（3期生 第5週）として出演し、合格。5月27日よりクラスメイトとして出演。出席番号は43。6月13日の放送分にてアイドル部の新ユニット「ハイスクールベイビー」に加入した。

2019年7月29日、新木場STUDIO COASTで行なわれたガールズフェスタ「TGC (東京ガールズコレクション) teen 2019 Summer」に出演した。2020年12月27日、青春高校3年C組卒業をツイート。
2021年1月6日、兎遊たおに改名、「きゅるりんってしてみて」に加入することを発表。2023年12月10日にグループ卒業。

## エピソード
デビュー前の2016年11月、ミスiD実行委員長の小林司は、横浜でThe Idol Formerly Known As LADYBABYのリリースイベントを観覧していた兎遊に「ミスiD、出ませんか？」と声をかけている。小林はこのように声をかけたのは初めてだったという。その場面に遭遇した友人の一人がのちに一緒に終演後物販に加入する柳ゆうかで、柳はミスiD2018のエントリーシートで「（兎遊は）本当に可愛いだけじゃなくて人と違うオーラがあるし（小林が）一瞬見ただけで（そのオーラが）わかるの？と本当に不思議でした」と記している。
ミスiD応募時のプロフィールではスリーサイズをB777 W777 H777としていた。エントリーシートでは名前も「あいう」と適当で、写真とのギャップに選考委員の空想を掻き立てたという。

## 作品
「終演後物販」として
- はじめてのチェキ（2017年10月28日、official Music Video公開）

「青春高校アイドル部」として
- 君のことをまだ何にも知らない(2020年1月22日発売、ユニバーサルミュージック（EMI Records）※青春高校3年C組名義

## 出演

### テレビ番組
- ゴッドタン（2018年6月10日、テレビ東京）※「このアイドル知ってんのか!?2018」次にくるカワイイアイドルランキング1位
- 青春高校3年C組（2019年5月20日 - 2020年12月27日、テレビ東京）[15][16]
- テレ東音楽祭2019（2019年6月26日 、テレビ東京） ※青春高校アイドル部(テレ東音楽祭選抜)
- 深夜に発見！ 新shock感 ～一度おためしください～（2019年7月7日・21日、テレビ東京）
- 電脳トークTV2〜相内さん、もっと青春しましょ!〜（2019年8月5日、テレビ東京）
- 大正製薬Presents MelodiX!スペシャル2019（2019年12月28日・29日、テレビ東京）※青春高校アイドル部
- 月〜金お昼のソングショー ひるソン! （2020年1月27日・2月13日・6月18日(再放送)・7月3日(再放送)、テレビ東京） ※青春高校3年C組アイドル部
- おはスタ （2020年1月29日、テレビ東京） ※青春高校3年C組アイドル部

### ネット番組
- わんばいわんチャンネル（2018年9月5日 - 12月29日）

### MV
- Aimer「Ref:rain」（2018年2月21日、SME）
- どついたるねん「アイスクリーム」（2018年3月28日、キングレコード）[17]

### ファッションショー
- TGC teen 2019 Summer（2019年7月29日、新木場STUDIO COAST）[11]